# Krzysztof Bara
Krzysztof Bara (ur. 28 stycznia 1966, zm. 28 listopada 2017 w Rzeszowie) – polski wokalista, lider zespołu Wańka Wstańka & The Ludojades.

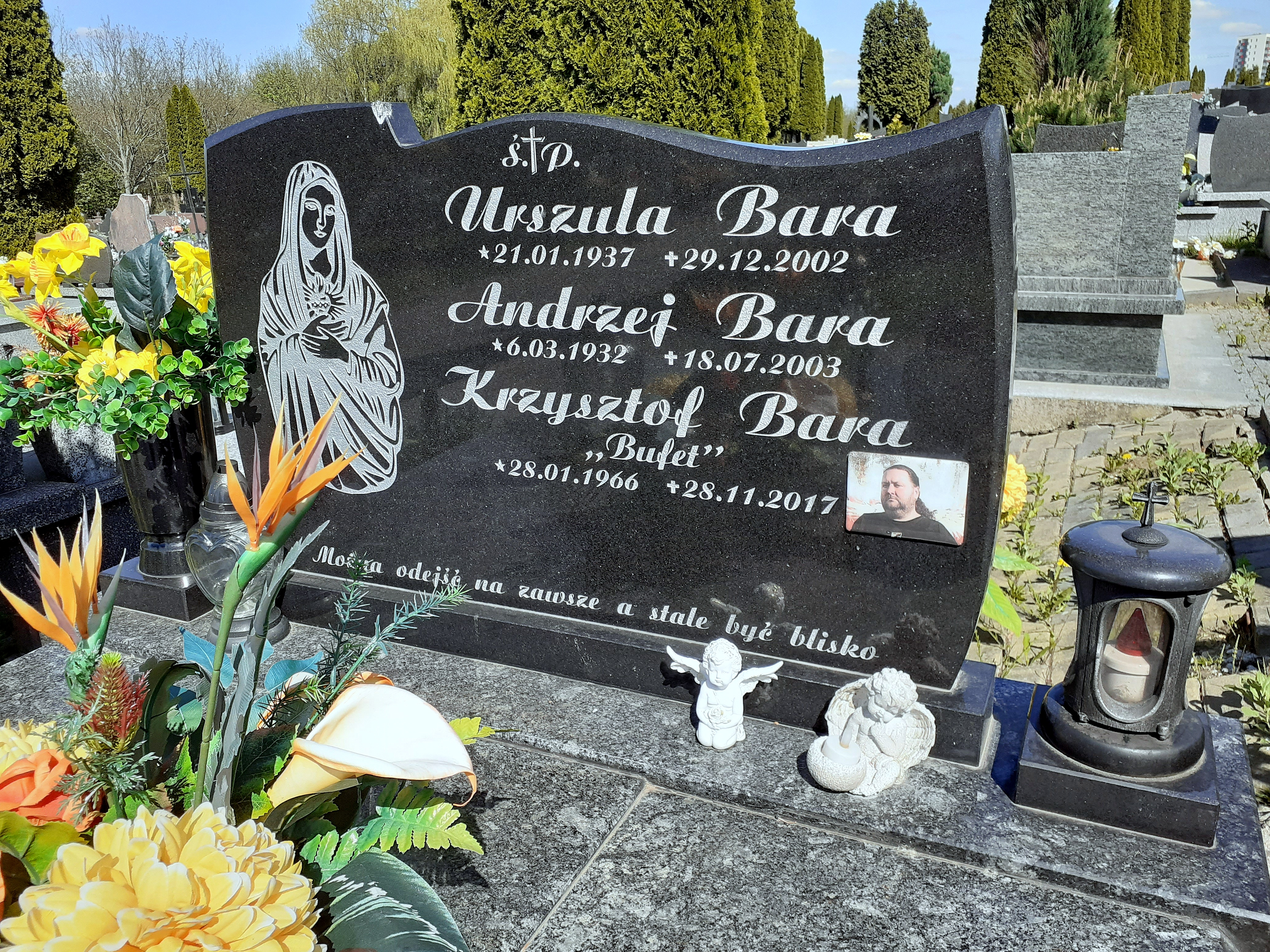
Grobowiec rodzinny

## Życiorys
W 1984 był jednym z założycieli zespołu rockowego Wańka Wstańka, z którym wystąpił między innymi na Festiwalu w Jarocinie, a w 1988 roku zarejestrował pierwsze wydawnictwo fonograficzne grupy, z którą nagrał w kolejnych latach jeszcze kilka płyt. Bara chorował na cukrzycę, która nasiliła się w ostatnim okresie jego życia. Tydzień przed śmiercią trafił do szpitala, a 28 listopada 2017 nastąpiło zatrzymanie akcji serca, które było bezpośrednią przyczyną śmierci muzyka.
Został pochowany 1 grudnia 2017 na rzeszowskim cmentarzu Wilkowyja.